# Lutra euxena
Espèce
Synonymes
- † Nesolutra euxena (Bate, 1935)

Lutra euxena (appelée aussi Nesolutra euxena) est une espèce éteinte de loutres.
Elle a vécu au Pléistocène à Malte, et a été décrite par Dorothea Minola Alice Bate en 1935 à partir de squelettes trouvés à Tal-Gnien dans une fissure de terrain près de Mqabba dans l’île de Malte.
Elle a disparu avant le développement de la chasse, peut-être en raison d'une inadaptation à des changements climatiques extrêmes ou de l’arrivée dans son biotope de nouveaux concurrents ou de nouveaux prédateurs.